# Инженеры без границ
Термин «Инженеры без границ» (французский: Ingénieurs sans frontières, ISF; английский: Engineers Without Borders, EWB) используется рядом неправительственных организаций в различных странах для описания их деятельности, основанной на инженерии и ориентированной на работу в области международного развития. Все эти группы работают по всему миру для удовлетворения потребностей находящихся в неблагоприятном положении сообществ и людей посредством инженерных проектов. Многие национальные группы ISF/EWB создаются независимо друг от друга, и поэтому не все они формально связаны друг с другом, а уровень их сотрудничества и организационного развития различается. Большинство организаций ISF/EWB тесно связаны с академическими кругами и студентами, причем многие из них возглавляются самими студентами.
«Инженеры без границ» никоим образом не связаны с Врачами без границ (MSF), которые являются зарегистрированной торговой маркой Bureau International de Medecins Sans Frontieres.

## История
Первой организацией, носившей это название, была французская Ingénieurs sans frontières (ISF), основанная в 1982 году. В 1984 году когда состав ISF уже насчитывал 25 групп была создана координация, сначала добровольная, а затем оплачиваемая. ISF France является соучредителем ассоциации Max Havelaar France (1991 г.) и французской платформы справедливой торговли. В 2016 году в нём насчитывалось около 900 добровольцев, разделенных на 38 местных групп.
В 1990-х годах были основаны испанская ISF (Ingeniería Sin Fronteras) и итальянская ISF (Ingegneria Senza Frontiere).
В Бельгии структура, созданная в 1992 году, называется «Инженеры без границ — инженеры международной помощи» (ISF-IAI) и имеет статус НПО технической помощи. Ассоциация работает, в частности, над улучшением доступа к воде, строительством основных инфраструктур, а также над реализацией проектов развития сельского хозяйства и утилизации отходов в развивающихся странах.
В Португалии ассоциация, созданная в 2002 году, имеет статус неправительственной организации развития (НОР).
EWB-Canada (Канада), одна из крупнейших организаций ISF/EWB, была основана в Торонто в 2000 году двумя выпускниками инженерных специальностей Университета Ватерлоо. В Квебеке также есть группа инженеров под названием «Инженеры без границ Квебека» (ISFQ). EWB-UK (Великобритания) была основана при поддержке EWB-Canada в 2001 году.
В США организация под названием EWB-USA была основана в Университете Колорадо в Боулдере в 2001 году Бернардом Амадеем. Амадей основал организацию после работы в Белизе и Коста-Рике. 16 800 его добровольцев осуществили проекты на благо 663 сообществ в 45 странах мира. Первоначальное отделение EWB-USA все ещё функционирует в Университете Колорадо, работая в Северной Руанде (хотя в университете сейчас есть несколько отделений EWB-USA, первоначальным было отделение в Руанде). В том же году в Корнельском университете была основана организация под названием Engineers Without Frontiers USA. Позже эта организация была переименована в Engineers for a Sustainable World после спора с EWB-USA по поводу названия.
В Камеруне ассоциация была создана в 2003 году и работает по четырём ключевым программам: управление знаниями, управление природными ресурсами, местное развитие и информация и коммуникация. В рамках своей программы " Управление знаниями " EWB — Cameroon совместно с Техническим центром сельскохозяйственного и сельского сотрудничества (CTA) публикует сборник практических работ на французском и английском языке под названием PRO-AGRO.
В Ирландии ассоциация существует с 2007 года как членская ассоциация — имеет две местные ветви (EWB-UCD и EWB-UCC).
В Германии ассоциация была основана в 2003 году в Марбурге и насчитывает почти 2500 членов в региональных группах в 32 городах.
В Южной Африке EWB-SA, созданная в 2013 году, насчитывает более 1000 волонтеров и 8 филиалов, объединяющих академические институты.
В Аргентине междисциплинарное гражданское объединение создано в 2012 году. Оно работает для развития социально незащищенных местных сообществ посредством инженерных проектов.
В Австрии организация «Инженеры без границ» была основана в Зальцбурге в 2013 году. Она действует по всей стране через свои региональные группы, базирующиеся в основном в Вене, Штирии и Верхней Австрии.
В Италии объединение оформилось в университетских кругах. Он базируется во Флоренции и имеет около десяти филиалов в других городах.
В Японии эта концепция возникла на встрече должностных лиц УКГВ ООН и членов Японского общества инженеров-строителей (JSCE), в результате которой 13 декабря 2015 г. была создана Ассоциация EWB-Япония.
В Союзном государстве ISF-Russie была основана в 2016 г. для решения инженерных задач касающихся объектов критически важной инфраструктуры на непризнанных территориях. Штаб-квартира находится в СФО, г. Красноярск.
Ассоциации существуют также в Австралии (с 2008 г.), Бурунди, Кот-д’Ивуаре (с 2008 г.), Дании, Индии, Израиле, Кувейте, Ливане (250 членов), Мексике (сентябрь 2004 г.), Нигерия (с 2005 г.), Норвегия (с 7 февраля 2011 г.), Палестина, Нидерланды (с 2009 г.), Великобритания, Руанда (с 2006 г.), Сьерра-Леоне (с 2005 г.) и Швеция.

### Избранные организации
Члены организации «Инженеры без границ — Международные» (EWB-I):
- Ingeniería Sin Fronteras (Аргентина);
- Engineers Without Borders (Бангладеш);
- Ingénieurs Sans Frontières (Бельгия);
- Ingenieurs zonder Grenzen (Бельгия)
- Engenheiros Sem Fronteiras (Бразилия);
- Engineers Without Borders (Габон);
- Engineers Without Borders Germany (Ingenieure Ohne Grenzen e.V.) (Германия);
- Engineers Without Borders — Greece (Греция);
- Engineers Without Borders (IUG Denmark 2001) (Дания);
- Engineers Without Borders — Egypt (Египет);
- Engineers Without Borders — Israel (Израиль);
- Engineers Without Borders (Индия);
- Engineers Without Borders — Iraq (Ирак);
- Ingénieurs Sans Frontières — Cameroon (Камерун);
- Engineers Without Border (Канада);
- Ingénieurs sans Frontières Québec (Канада, Квебек);
- Engineers Without Borders — Kosovo (Республика Косово);
- Engineers Without Borders — Lebanon (Ливан);
- Inzeneri bez Granici — Macedonia (Северная Македония);
- Ingenieros Sin Fronteras — Mexico (Мексика);
- Engineers Without Borders — Nepal (Непал);
- Engineers Without Borders — NZ (Новая Зеландия);
- Ingeniører uten grenser — Norge (Норвегия);
- Engineers Without Borders — Pakistan (Пакистан);
- Engineers Without Borders (Государство Палестина);
- Engineers Without Borders (Portugal) (EpDAH and TESE) (Португалия);
- Engineers Without Borders — Rwanda (Руанда);
- Engineers Without Borders – USA (США);
- Engineers Without Borders — Los Angeles (США, Лос-Анджелес);
- Ingenjörer utan gränser — Sverige (Швеция);

Не являются членами организации «Инженеры без границ — Международные»:
- Engineers Without Borders (Австралия);
- Engineers Without Borders (Великобритания);
- Engineers Without Borders (Ирландия);
- Ingeniería Sin Fronteras (Испания);
- Ingegneria Senza Frontiere (Италия);
- Engineers Without Borders — Luxembourg (Люксембург);
- Ingénieurs Sans Frontières — Russie (Инженеры без границ — Россия) (Союзное государство);
- Insinöörit ilman rajoja ry (Финляндия);
- Ingénieurs sans frontières (Франция).

### Международное сотрудничество
Несколько организаций EWB/ISF связаны с организацией Engineers Without Borders — International (EWB-I). EWB-I — это ассоциация национальных групп EWB/ISF, целью которой является содействие сотрудничеству, обмену информацией и оказанию помощи среди своих групп-членов. EWB-I основал в 2004 году профессор Дж. Бернард Амадей, основатель EWB-США.
Несколько других старых групп EWB/ISF не являются членами EWB-I по целому ряду причин. EWB Canada (Канада), например, заявляет: «Организация — это больше, чем просто название и примерно схожие цели. Для совместной работы организации должны иметь общую стратегию и культуру, ни одна из которых в настоящее время не представлена в международной сети». ISF-Russie не взаимодействует с организациями EWB-I из-за частичного финансирования из государственных фондов.
Многие организации, не являющиеся членами EWB-I, такие как EWB-Canada (Канада), ISF-Spain (Испания), EWB-UK (Великобритания),  ISF-Russie (Союзное государство) и другие, сотрудничают друг с другом и с другими подобными группами.

## Влияние
Исследователи выявили различные уровни участия членов сообщества, такие как пассивное участие, инициатива и лидерство, а также принятие решений в проектах по всему миру. Для того, чтобы оказать реальное влияние, студентам, специалистам и сообществам отводятся четко определённые роли для их участия в проекте. Роль студентов состоит в том, чтобы быть открытыми и желать учиться на имеющихся проблемах и методологиях, используемых в проектах. Ожидается, что профессиональные инженеры будут выполнять роль технических экспертов по используемым проверенным методам и общаться со студентами и членами сообщества. Сообществам отводится роль общения с инженерами-помощниками, и их активно поощряют к участию и лидерству в принятии решений по методологии проекта.
Большинство проектов «Инженеры без границ» сосредоточены на воде и имеют дело с санитарией, распределением и управлением водными источниками. Одним из примеров завершенного водного проекта является проект по управлению речными бассейнами в Палестине. Управление рекой может быть очень важным в ситуациях, когда река является единственным источником питьевой воды. Проекты такого рода могут быть чрезвычайно сложными, поскольку наличие биологических барьеров может помешать работникам вносить серьёзные изменения в окружающую среду. Из-за этого может быть трудно количественно оценить эффективность проектов ISF/EWB.

### Преподаватели
Будучи преподавателями в инженерной области, учителя играют большую роль в проектах «Инженеров без границ». Существует множество примеров того, как «Инженеры без границ» решают задачу обучения студентов. Эти примеры объясняются в исследованиях, посвященных существующим в настоящее время типам программ обучения за рубежом (таким как EWB) и лучшим практикам, которые были обнаружены в этих программах. Одному выпускному классу из девяти студентов, изучающих дизайн, инженерное дело, технологии, рассказали о программах естественнонаучного образования и сервисного обучения в надежде сократить разрыв между мужчинами и женщинами, поскольку в настоящее время в инженерной сфере доминируют мужчины, а женщины составляют всего 11 % рабочей силы. Этот курс был проведен для того, чтобы пролить свет на проблемы гендерного неравенства в инженерной сфере. Программы имеют свои проблемы, такие как отсутствие интереса и вовлеченности преподавателей.

### Студенты
«Инженеры без границ» создали способ обучения студентов-инженеров техническим и нетехническим навыкам. Модель образования, которую использует «Инженеры без границ», называется service learning (обучение в ходе службы), которая заключается в том, что учащиеся получают опыт путем создания инфраструктуры в испытывающих трудности сообществах третьего мира. Эта модель основана на академической литературе, в которой утверждается, что инженерные профессии должны быть сосредоточены на устойчивом развитии. Одним из примеров такой модели обучения была программа инженерного дела в развивающихся странах (EDC) в Университете Колорадо в Боулдере. В рамках программы студенты как инженерных, так и неинженерных дисциплин рассматривали широкий круг вопросов, таких как обеспечение водой, производство продуктов питания, здравоохранение и жилье. Растет число случаев, когда студенты создают прототипы, используя природные ресурсы, включая древесину, грязь и саму землю. Наука о древесине является аккредитованной областью в инженерном мире; и одним из примеров активной деятельности науки о древесине является пилотная программа под названием «Ученые о древесине без границ», которая была создана с целью привлечь больше студентов-инженеров к участию в науке о древесине. Эта программа тесно сотрудничала с организацией «Инженеры без границ» в создании инфраструктуры из дерева и использовании ресурсов, которые предоставляются в мире природы. Другим примером использования студентами природных ресурсов является строительство из сырцового кирпича, которое отличается экономией затрат, тепловой массой, экологичностью, самодовольством и эстетикой. Для студентов-инженеров сырцовые кирпичи стали процессом и методом, помогающим строить и восстанавливать сообщества, разрушенные природными или техногенными катастрофами. В 2009 году было обнаружено, что использование сырцовых кирпичей для восстановления домов, разрушенных такими способами, как ухудшение экологической обстановки, стихийные бедствия или политические потрясения, было дешёвым и эффективным способом восстановления инфраструктуры; и сегодня 30 % нынешнего населения мира живёт в земляных сооружениях. Директор Корпуса инженерной службы США — «Инженеры без границ» Эль-Омари представил Организации Объединённых Наций проект реконструкции, в соответствии с которым «Инженеры без границ» будут использовать территорию за жилыми районами беженцев для рытья колодцев и доставки воды в лагерь беженцев Эйн-Султан. Согласно веб-сайту «Инженеры без границ», они работают с учащимися, чтобы преодолеть разрыв между учебной средой в школах и «реальными» мировыми проблемами, которые встречаются в современном мире.

### Взаимодействие в организации
У каждого участника имеется четко определённая роль в проекте. Задача студентов состоит в изучении проблем и методологий, используемых в проектах. От инженеров ожидается, что они будут выполнять роль технических экспертов. Также существует роль помощника инженера, которых поощряют к участию и принятию решений по методологии проекта. Важной составляющей деятельности инженеров без границ является обмен опытом друг с другом.
Инженеры без границ разделяются на три степени участия:
- низкий (денежный вклад)
- средний (непосредственно выполнение работ)
- высокий (принятие решений и руководящие должности)

И двенадцать функциональных отделов (департаментов):
- Отдел зеро — Резерв
- 1-й отдел — Стажировка
- 2-й отдел — Исполнение
- 3-й отдел — Обеспечение
- 4-й отдел — Организация
- 5-й отдел — Проектирование
- 6-й отдел — Контроль
- 7-й отдел — Надзор
- 8-й отдел — Обследование
- 9-й отдел — Дженералистика
- 10-й отдел — Руководство
- Отдел Тритри — Комитет безопасности в строительстве

Все эти роли считаются важными для успеха проектов. Образование является важной частью программы «Инженеры без границ», и ожидается, что все участники будут учиться друг у друга.